# Хекматияр, Гульбеддин
Гульбедди́н Хекматия́р (пушту گلبدین حکمتیار‎; род. 1 августа 1949, по другим данным — в 1944 году) — афганский военный деятель, премьер-министр Афганистана (в 1993—1994 годах и 1996 году). Основатель Исламской партии Афганистана. В 2003 году объявлен США террористом, внесён в чёрный список ООН, в 2017 году амнистирован.

## Биография
Происходит из пуштунского племени Хароти, входящего в крупную группу племён Гильзаи. Бывший студент-инженер. Родился в кишлаке Вартапур уезда Имам-Сахиб провинции Кундуз. Поступил в военную академию, но в 1968 году перевёлся на инженерный факультет Кабульского университета. По некоторым сведениям, четыре года состоял в НДПА.
В 1972 году попал в тюрьму по подозрению в убийстве Сайдала Сохандана — лидера студенческого маоистского кружка «Вечный Огонь» (по другой версии — за антимонархические высказывания). После переворота Дауда в 1973 году (по другой версии — спасаясь от наказания за убийство Сохандана) эмигрировал в Пакистан и встал в оппозицию новому режиму.
В 1975 году основал в Пешаваре Исламскую партию Афганистана («Хезб-и-Ислами»), в том же году возглавил выступление против диктатуры Дауда в Панджшере.
В годы советского присутствия пользовался особым покровительством США как лидер афганских моджахедов (душманов). За десять лет противостояния правительство США через пакистанскую разведку израсходовало на поддержку его повстанческого движения более 600 миллионов долларов. Кроме этого существенную помощь Хекматияру оказывала Саудовская Аравия.
После падения просоветского правительства в 1992 году борьба Хекматияра с конкурирующими полевыми командирами душманов за контроль над Кабулом привела к разрушению большей части города. Некоторое время был премьер-министром страны.
В январе 1994 года в альянсе с генералом Абдул-Рашидом Дустумом начал военное противоборство с Ахмад Шахом Масудом за контроль над Кабулом. В результате артиллерийских обстрелов столицы погибло около 4 тыс. мирных жителей. В июне — сентябре 1996 года — премьер-министр Афганистана в правительстве Бурхануддина Раббани.
В середине 1990-х годов, как только Пакистан переключил свою поддержку на движение «Талибан», Хекматияру пришлось спасаться бегством. Он был вынужден искать убежище в Иране. После того как США свергли «Талибан» в 2001 году, они исключили Хекматияра из состава нового афганского правительства. Впоследствии, по мере того как Хекматияр начал высказываться в поддержку «Талибана» и «Аль-Каиды», он был выслан Ираном и чуть не был убит в ходе авианалёта США.
В 2003 году был объявлен США террористом и внесён в «чёрный список» ООН наряду с муллой Омаром и бен Ладеном. Однако многие близкие советники Хекматияра вошли в состав коалиционного правительства Хамида Карзая.
В сентябре 2016 года власти Афганистана подписали мирное соглашение с Хекматияром. Соглашение предусматривает амнистию в отношении Хекматияра и освобождение из тюрьмы некоторых его сторонников. Исламская партия Афганистана, в свою очередь, согласилась следовать конституционным нормам и расформировать свое боевое крыло, которое считалось вторым по величине неправительственным военизированным формированием после движения «Талибан». Однако сотни жителей Кабула, узнав об этом соглашении, вышли на улицы в знак протеста. Они кричали: «Мы не забудем мясника Кабула», имея в виду обстрелы Кабула силами Хекматияра в начале 1990-х годов, в результате чего большая часть Кабула была разрушена и тысячи человек погибли.
В январе 2017 года ООН отменила санкции в отношении него, власти Афганистана попросили об этом организацию в рамках соглашения, заключённого с Хекматияром и его вооружённой группировкой в сентябре. Соглашение предусматривает амнистию в отношении него в обмен на поддержку афганской конституции и обещание расформировать боевое крыло своей организации. Местонахождение Хекматияра неизвестно. Он не присутствовал при подписании соглашения с правительством в Кабуле. По решению Совбеза ООН его активы разморожены и ограничения на передвижения сняты.